# Брашовско въстание
Брашовското въстание избухва на 15 ноември 1987 г. в индустриалния Брашов, като реакция срещу политиката на строги икономии, наложена от Николае Чаушеску.
Въстанието е най-яркото спонтанно и масово недоволство в историята на СРР. Предхожда се от бунтове избухнали в Клуж Напока през ноември 1986 г. и в Яш през февруари 1987 г. Потушено е от Секуритате. Около 300 протестиращи са арестувани и осъдени на до две години затвор.
Брашовското въстание е прелюдия към най-кървавата смяна на властта по време на промените в Централна и Източна Европа – румънската революция (1989).